# Nacionalni spomenik BiH
Nacionalni spomenici Bosne i Hercegovine je neka imovina koja je zbog svog kulturnog, povijesnog, vjerskog i etničkog značaja, vrijednim spomenikom za cijelu Bosnu i Hercegovinu.
Da bi neka imovina, pokretnina ili nekretnina bila nacionalnim spomenikom, Predsjedništvo BiH je Odlukom osnovalo Povjerenstvo za očuvanje nacionalnih spomenika. To povjerenstvo prima molbe i odlučuje o tome hoće li neka nekretnina steći taj status. Sve ovo je predviđeno Aneksom VIII. Općeg okvirnog sporazuma za mir u Bosni i Hercegovini. Sjedište povjerenstva je u Sarajevu, tri su člana iz BiH, a jedan je međunarodni. Mandat im traje pet godina. Današnji članovi su Amra Hadžimuhamedović, Dubravko Lovrenović i Ljiljana Ševo. Međunarodni je član Martin Cherry.
Pokretnine koje mogu biti nacionalnim spomenikom su mali predmeti (pokućstvo, odjevni predmeti, radni pribor, alati, rukotvorine, itd.), slike, knjige, skulpture, fragmenti građevina, natpisi, itd. Od nekretnina mogu biti povijesne građevine i spomenici koji mogu biti stambeni, vjerski, školski, upravni, trgovinski, javni, infrastrukturni, vojni, grobljanski, poljodjelski, gospodarski i tako dalje. Osim građevina, mogu biti i građevinske cjeline koje tvore kompleks određene namjene ili predstavljaju aglomeraciju koja je nastala kao rezultat kontinuirane gradnje u povijesnom području. I one mogu biti iste naravi kao građevine (stambene, vjerske i tako dalje). Nacionalnim spomenicima mogu biti područja: gradska, seoska, arheološka, industrijska, povijesna, kulturni krajobraz, prirodno-znanstveno, prirodno područje u svezi s nekim obredom ili tradicijom ili mješovite naravi.
Ostali kriteriji se odnose na vrijeme kad je imovina nastala (od pretpovijesti do 1960. godine), povijesni odnosno je li u svezi s nekom povijesnom osobom ili značajnim povijesnim događajem, umjetnička i estetska vrijednost, dokumentarno-znanstveno-obrazovna vrijednost (je li nešto svjedočanstvo o nečemu poznatom ili slabo poznatom), simbolična ili ambijentska vrijednost, izvornost, jedinstvenost, reprezentativnost i cjelovitost.